# Лоче (Брежице)
Лоче (словен. Loče) — поселення в общині Брежиці, Споднєпосавський регіон, Словенія. Висота над рівнем моря: 139,9 м.